# آنا إيفاس
آنا لويزا إيفاس (بالألمانية: Anna Ewers)‏ (ولد في 14 مارس 1993 في فرايبورغ، ألمانيا) عارضة أزياء ألمانية
اكتشفها ألكسندر وانغ عندما عثرت المصمم على صورتها على مدونة. أرسل الصورة إلى المخرجة أنيتا بيتون الذي طلب منه على الفور العثور عليها.وقال لها «"لنجد هذه الفتاة!"» ومنذ ذلك الحين أصبحت آنا إيفاس مصدر ألهام للمصمم ألكسندر وانغ.
في ديسمبر 2014 ، لعبت دور البطولة في حملة Denim X Alexander Wang المثيرة للجدل، تم تصويره من قبل ستيفن كلاين. واصلت تمثيلها من قبل وكالات تصميم الأزياء في ما يقرب من عشر دول، بما في ذلك ستورم في المملكة المتحدة ووكالة ومان مانجمنت في باريس ونيويورك وميلانو.
ظهر آنا في أكثر من 100 مقالة افتتاحية وحملات وكتب بحث، كما ظهرت على أغلفة i-D و Numéro و مجلة دبليو والعديد من إصدارات فوغ بما في ذلك فوغ باريس وفوغ إيطاليا، سارت في الممر لأكثر من 60 مصمماً من بينهم بالنسياغا، بالمين، كالفين كلاين، شانيل، ديور، دونا كاران، فندي، لاندي، لانفين، لويس فويتون، مارك جاكوبس وبرادا. في عام 2015 ، ظهرت آنا في النسخة الألمانية من مجلة الموضة فوغ مارس 2015 للمرة الأولى على الإطلاق، خمسة صور مختلفة غلاف تغطية لها من المصورين نجمة مثل باتريك ديمارشيلير وبيتر ليندبيرغ.

## روابط خارجية
- آنا إيفاس على موقع IMDb (الإنجليزية)
- آنا إيفاس على موقع دليل عارضات الأزياء (الإنجليزية)
- آنا إيفاس على إنستغرام